# 實體法
實體法（英語：substantive law）在法學的分類中是指關乎权利與義務關係主體的法律類型，相對的概念為程序法。常見的實體法包括民法、刑法等。

## 內容主旨
如民法、刑法等法律即屬於實體法之一種。而與之相對的則是「程序法」，亦即規範各別權利義務關係應如何實現的法律，例如民事訴訟法、刑事訴訟法即是。而相關法律事實要適用實體法規範，或是實體法有修正或變更時，原則上必須以「法律不溯及既往」為原則，例如民法各編的施行法，皆在第1條規範，事件在各編施行前發生者，除該施行法有特別規定外，不適用各編之規定，而事件在修正前發生者，除該施行法有特別規定外，亦不適用修正後之規定。因此，與程序法遇修正時適用「程序從新」的原則不同。但此一原則例外即是前面所指的除法律有「特別規定外」，如民法親屬編關於夫妻財產之規定，於民法親屬編施行法第6-2、6-3條，即將實體上權利之認定，因立法考量而改適用新法規定。

## 演義
實體法和程序法之間有著密不可分的關係，實體法為「體」，程序法為「用」，若無實體法，則程序法無用武之地，若無程序法，則實體法無實現之可能，二者相輔相成，互相為用。不過，在法院的審理過程，必須要遵循「先程序後實體」的步驟加以審理。另外，關於涉外民事法律案件的部分，基於「國內法官不適用國外程序法」的原理，故必須要是國外的實體法始能適用。

## 外部連結
- Substantive Law vs. Procedural Law: Definitions and Differences （页面存档备份，存于）
- Substantive Law （页面存档备份，存于）